# Boereja (rivier)
De Boereja (Russisch: Бурея) is een zijrivier van de Amoer in het zuiden van het Russische Verre Oosten en ontstaat bij de samenloop van de Rechter Boereja en de Linker Boereja. De Rechter Boereja ontspringt in de bergketen Ezop en de Linker Boereja ontspringt op de waterscheiding van de bergketens Doesse-Alin en Jam-Alin. Het stroomgebied van de rivier is 70.700 km² en is gelegen in de regio's Chabarovsk en Amoer. De Boereja heeft een lengte van 716 kilometer.
- Gemeinsame Normdatei: 4650147-2